# Lib
Lib: una revista sugerentemente libre, va ser una revista eròtica espanyola publicada per la barcelonina Edicions Zeta entre 1976 i 1984, molt representativa del boom editorial del destape en el context de la Transició espanyola, i que, amb posterioritat a 1984, va acabar convertint-se en el seu propi segell amb més de vint revistes en el mercat i diverses col·leccions literàries.

## Quan només era una revista
Concebuda per l'editor José Ilario Font, aquest va utilitzar la seva capçalera (juntament amb la d'unes altres, en aquells dies, proto-revistes) com a garantia per a ser acceptat soci de la citada Ediciones Zeta, fundada pocs mesos enrere. El seu primer número va ser llançat el 21 d'octubre de 1976 amb periodicitat setmanal. En la seva portada, excepte excepcions, apareixia una dona lleugera de roba, quan no directament seminua o nua, i que només a vegades es tractava d'alguna famosa. El seu contingut incloïa reportatges profusament il·lustrats fotogràficament, sota títols d'allò més suggeridor, entre els quals destacaven els dedicats a la nuesa d'alguna dona ara sí, famosa (o de diverses, no forçosament famoses) i amb pòster, així com vinyetes i breus historietes gràfiques, algunes de les quals van arribar a convertir-se en sèries, com Mi pareja (titulada després Los Sexcéntricos) de Ramón Boldú Salvador, o Escenas en el Paraíso de Nikita, que van il·lustrar número rere número la seva contraportada.
Durant aquests inicis, el seu equip tècnic directiu es limitava a tan sols tres persones: Antonio Álvarez Solís era el seu director (avui anomenat redactor cap), l'a dalt esmentat Ramón Boldú Salvador era l'únic cap de secció que existia, concretament cap de disseny, i "Lucho" el seu redactor. Reporters i fotògrafs eren comuns a les altres publicacions de la nounada editorial i, fins i tot, en nombroses ocasions, eren els a dalt citats membres del staff directiu els qui havia de fer aquestes tasques.
No és possible oblidar el seu denominat "Suplement", article central de marcat caràcter educatiu-sexual, que alguns dels seus números van lliurar gratuïtament com a revista a part sota el títol de Suplemento Especial Privado Lib, del qual van arribar a editar-se 48 exemplars, i que a partir de 1978, va passar a titular-se solo Privado Lib: la revista de información sexológica para la pareja, però només va aconseguir els sis números. Igualment importants eren les seves seccions de contactes, de cartes obertes o de testimoniatges, que remetien els seus propis lectors a la seva redacció (quan no eren directament una creació dels seus editors).
En 1980, vist l'èxit de la revista, Ediciones Zeta va decidir llançar al mercat una segona revista, titulada Súper Lib: una revista sugerentemente libre, de tirada quinzenal, i que recollia els millors articles de Lib, i uns altres que no havien arribat a ser publicats en aquesta. Com no podia ser d'una altra manera, conjuntament va aparèixer Súper Lib Extra: nuestras mejores chicas,que es va publicar tant numerada com sense numerar, com un extraordinari de Súper Lib, però del qual van veure la llum solament un total de deu exemplars.
El 12 de juny de 1984 es va editar el número 399 de Lib, últim a ser publicat d'aquesta etapa, i el 67 de Súper Lib.

## La seva diversificació
Com s'ha dit, el seu número 399 va ser l'últim a ser publicat com a revista de Edicions Zeta (ja, Grup Zeta S. a.), ja que aquest any la va comprar la madrilenya Editorial Bonanza S. A. (gràcies a l'obstinació que va posar el llavors director de publicacions del Grup Zeta, José Luis Erviti Jimeno), que a partir de llavors, la va continuar publicant sota el nom restaurat de Lib Actual: la revista que se vive, encara que mantenint la seva anterior numeració i igual periodicitat. Al mateix temps, llançava Lib Especial: la revista que se disfruta i Los Contactos Íntimos: una revista Lib, ambdues també de tirada setmanal. Editorial Bonanza va començar des d'aquest mateix moment a multiplicar la quantitat de revistes que s'editarien sota el segell Lib. D'aquesta manera, a l'any següent van llançar Lib Caballero, Lib Libélula: la revista que se disfruta, Lib Secreto i Orgías: una revista especial de Lib solo para muy adultos. Això significava que en els quioscos espanyols durant 1985 van arribar a coexistir fins a set revistes Lib. Però la diversificació no havia fet més que començar.